# 东伊利扎
东伊利扎（塞尔维亚语：／），是波斯尼亚和黑塞哥维那实体之一塞族共和國東薩拉熱窩市的六个市镇之一。市镇面积为27.9平方公里，2013年人口数量为14,763人。
该市镇又名塞族伊利扎（Српска Илиџа）及卡辛多（Касиндо），是从战前的伊利扎市镇析出部分而设立的（剩余部分的伊利扎市镇现属于另一实体波黑联邦）。曾经有将此市镇与东新萨拉热窝合并的提议。

## 人口
|      | 2013年          |
| 总计 | 14.763 (100,0%) |
| 塞族 | 13.755 (93,17%) |
| 波族 | 648 (4,389%)    |
| 其他 | 204 (1,382%)    |
| 克族 | 156 (1,057%)    |

## 图集

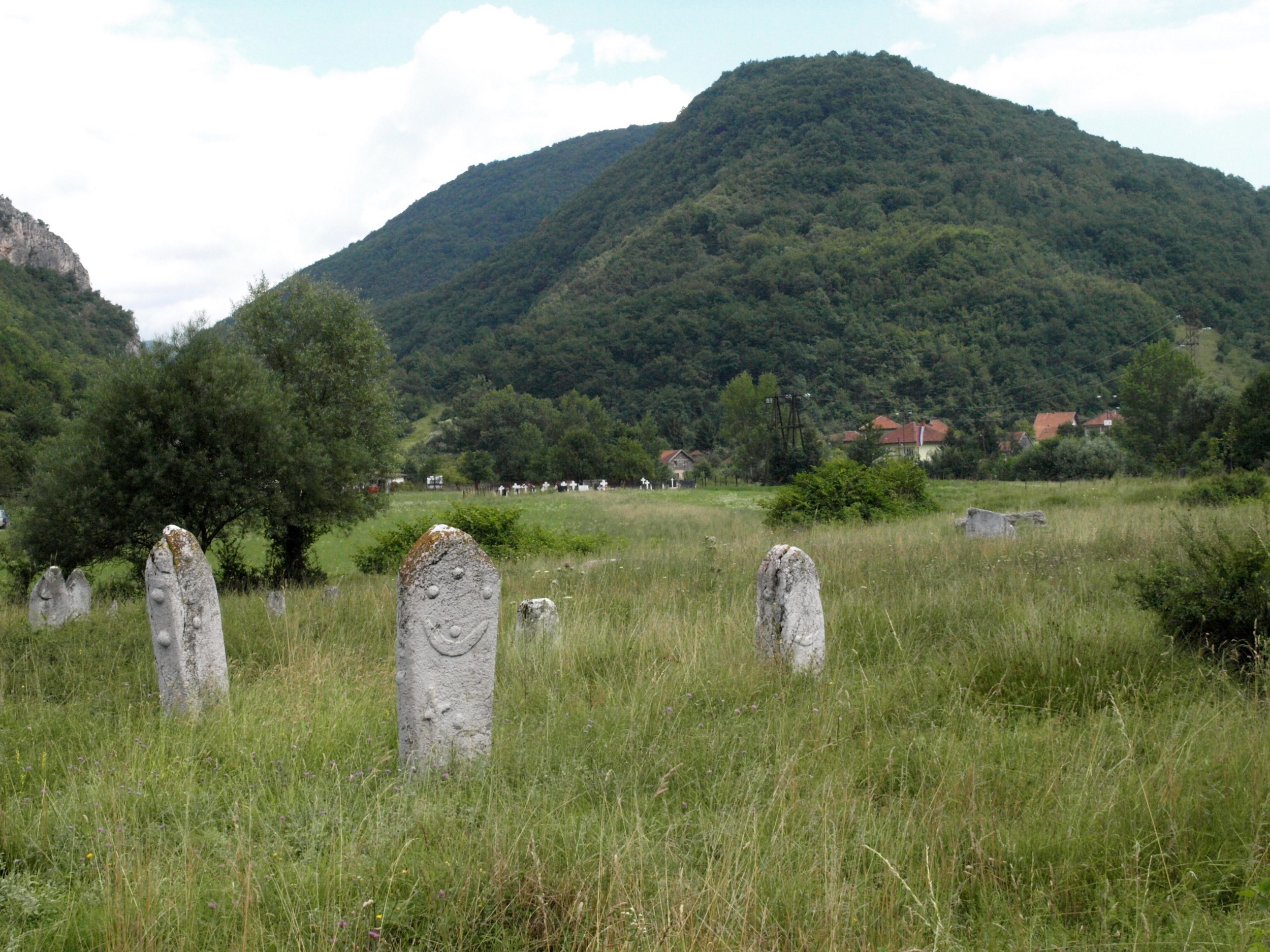
中世纪墓葬群
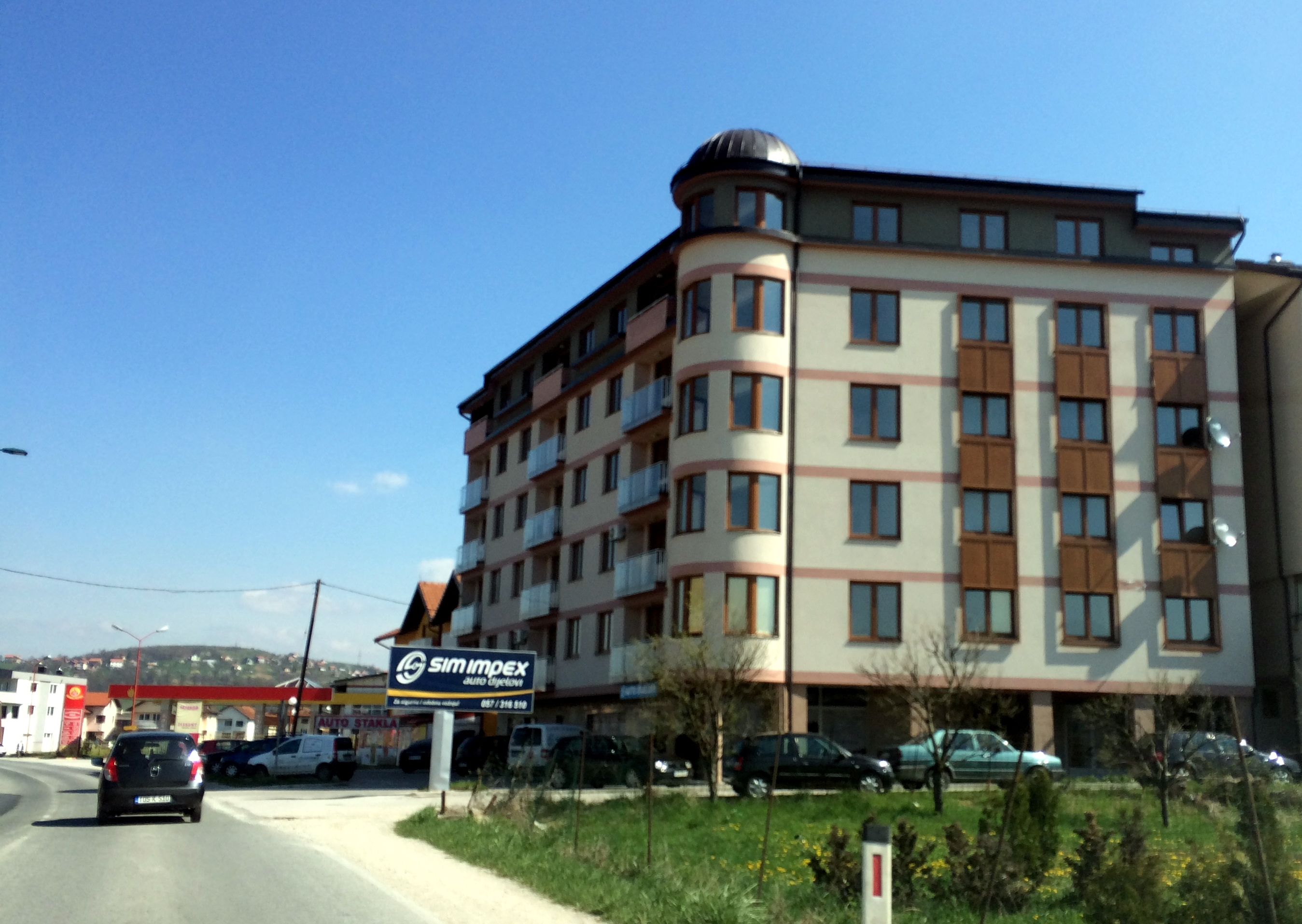
新建筑
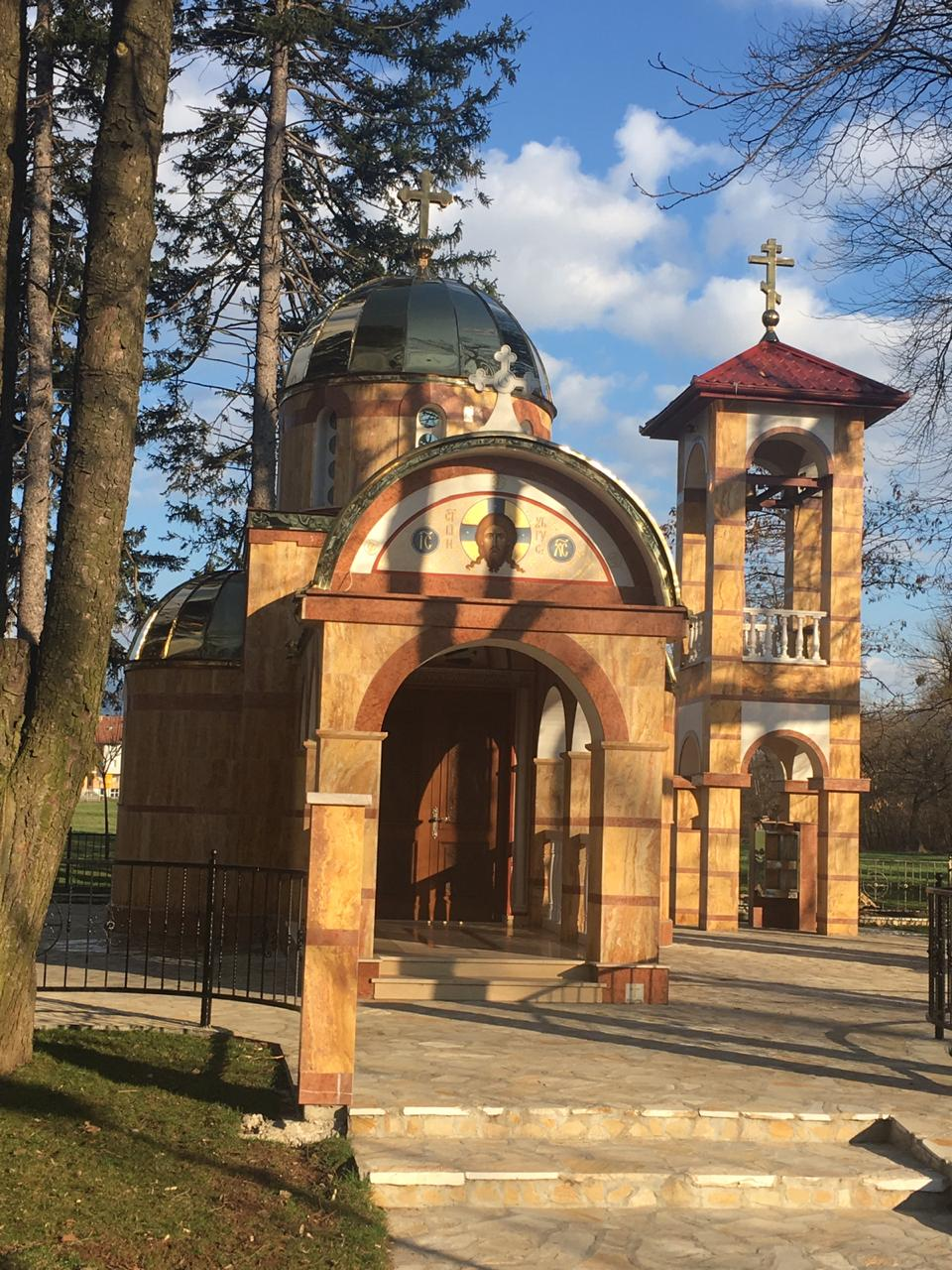
东正教堂